# 廣谷致員

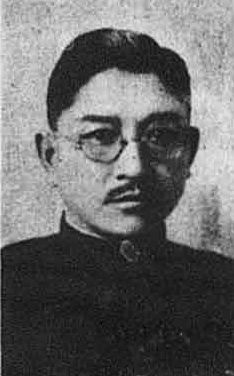
廣谷致員

廣谷致員（1896年12月7日—？），出生於福島縣，為日本政府官員，東京高等師範學校畢業。
廣谷致員受台灣總督府派任，在1927-1928年間擔任高雄州內務部教育課地方理事官課長，並於高雄州立屏東農業學校（國立屏東科技大學前身）擔任校長，1929年擔任同部門地方課地方理事官課長。於1932年接替松岡一衛，於台灣嘉義市地區擔任嘉義市尹一職。1941年於花蓮港廳地區（今花蓮地區）擔任花蓮港廳長一職。1942年接替藤村寬太，於臺北州上任台北市長一職。